# 지뢰 금지 국제 운동

지뢰 금지 국제 운동(地雷禁止國際運動, International Campaign to Ban Landmines, 약칭 ICBL)은 대인 지뢰의 사용과 생산 금지를 목적으로 하는 비정부 기구로, 1992년에 창설되었다.
이 단체는 1997년 조디 윌리엄스와 함께 노벨 평화상을 수상했으며 2003년 기준으로 1,100여 개의 단체가 참여하고 있다.

## 같이 보기
- 오타와 협약